# Ronny Abraham
Ronny Abraham (Alejandría, 5 de septiembre de 1951) es un académico y practicante francés en el campo del derecho internacional público que fue elegido para la Corte Internacional de Justicia, para cubrir la vacante creada por la renuncia del juez y expresidente Gilbert Guillaume. Sirvió el resto de Guillaume, que terminó el 5 de febrero de 2009, y fue reelegido por un período que se extiende hasta 2018. Obtuvo su título de Estudios Avanzados de Derecho Público en Panthéon-Sorbonne, es alumno de la Escuela Nacional de Administración y dirigió una distinguida carrera que se caracterizó por numerosas publicaciones académicas y judiciales, entre las que se incluyen:
- Juez del Tribunal Administrativo (1978-1985 y 1987-1988)
- Subdirector de la Oficina de Asuntos Jurídicos del Ministerio de Relaciones Exteriores (1986-1987)
- En el Consejo de Estado,
  - Maître des requêtes (1988-2000)
  - Conseiller d'État (desde 2000)
- Comisario del Gobierno dentro del sistema judicial (1989-1998).
- Director de Asuntos Jurídicos del Ministerio de Relaciones Exteriores (desde octubre de 1998).
- Profesor de la Universidad Panthéon-Assas (desde 2004)
- En calidad de jefe de la Oficina de Asuntos Jurídicos del Ministerio de Asuntos Exteriores desde 1998, ha actuado como asesor jurídico del Gobierno en las esferas del derecho público internacional general, el derecho de la Unión Europea, el derecho internacional de los derechos humanos, el derecho del mar y las leyes en la Antártida.

Desde 1998 ha sido representante de Francia en muchos casos ante tribunales internacionales y europeos.